# Pierre Rolland (musicien)
Pour les articles homonymes, voir Pierre Rolland et Rolland.
 (décembre 2017).
Si vous disposez d'ouvrages ou d'articles de référence ou si vous connaissez des sites web de qualité traitant du thème abordé ici, merci de compléter l'article en donnant les références utiles à sa vérifiabilité et en les liant à la section « Notes et références ».
Pierre Rolland, né le 13 octobre 1931 dans la ville de Québec et décédé le 29 novembre 2011 à Montréal, est un musicien québécois, critique musical, hautboïste professeur de musique et cor anglais à l'OSM. Il est le père de la violoncelliste Sophie Rolland et de la violoniste Brigitte Rolland.

## Biographie
Pierre Rolland a commencé sa formation professionnelle en 1947, à l'âge de 15 ans, au Conservatoire de musique de Montréal. Il y étudia pendant sept ans avec des professeurs tels que Fernand Gillet (hautbois), Jeanne Landry (harmonie), Gilberte Martin (théorie de la musique, solfège) et Jean Papineau-Couture (dictée musicale). 
En 1954, il entra au New England Conservatory of Music de Boston, où il a continué à étudier avec Fernand Gillet et a obtenu un diplôme supérieur de musique en 1957. Durant ses années à Boston, il a passé ses étés à étudier à l'école Pierre Monteux fondée par le musicien français Pierre Monteux. Il a ensuite poursuivi ses études au Conservatoire de Paris en 1960-1961 avec Étienne Baudo (hautbois); Eugène Bigot et Louis Fourestier (direction d'orchestre) et Franck Maurice (théorie).
Pierre Rolland fut professeur à l'Université de Montréal, au collège d'enseignement général et professionnel (Cégep de Saint-Laurent), ainsi qu'à l'école de musique Vincent-d'Indy. Il était également animateur à la Société Radio-Canada et chroniqueur au Devoir. Il exerça dans la fonction de Management de l'art.
Il joua du hautbois dans l'orchestre symphonique de Montréal de 1961 à 1984, ainsi que dans l'orchestre symphonique d'Ottawa de 1957 à 1960.
En 1970, il a fondé le "Quintette Pierre-Rolland".
De 1980 à 1989, il a été directeur du Centre d'arts Orford. Il a également été pendant plusieurs années directeur de la Société Pro Musica.